# 9A52-4 Tornado
9A52-4 Tornado – rosyjska samobieżna wieloprowadnicowa wyrzutnia rakietowa kalibru 300 mm. Opracowana jako lżejsza i bardziej uniwersalna wersja systemu BM-30 Smiercz. Została zaprojektowana w permskich zakładach metalurgicznych, będących częścią koncernu zbrojeniowego NPO Spław, a zaprezentowano ją po raz pierwszy w 2007 roku. Docelowo ma zastąpić obecnie wykorzystywane systemy BM-21 Grad, BM-27 Uragan oraz BM-30 Smiercz. Wyrzutnie tego typu użytkowane są przez Siły Zbrojne Federacji Rosyjskiej, zostały również zaaprobowane na eksport.
Systemu nie należy mylić z wyrzutniami rakiet Tornado-G, będącymi dalekim rozwinięciem BM-21 Grad.

## Charakterystyka
Wyrzutnia jest osadzona na podwoziu KamAZ-63501 8x8 napędzanym turbodoładowanym silnikiem Diesla KamAZ-740.50.360 o mocy 360 KM. Podwozie jest dostosowane do poruszania się po trudnym terenie i jest w stanie działać w zakresie temperatur od –40 °C do +50 °C. Załogę stanowią dwie osoby obsługujące system z wnętrza kabiny bez konieczności opuszczania jej. Pojazd jest wyposażony w system kierowania ogniem, nawigację satelitarną oraz system pozycjonowania, dostępne jest także łącze wymiany danych z pojazdem dowodzenia.
System jest wyposażony w pojedynczy kontener startowy z sześcioma wyrzutniami rakiet kalibru 300 mm. Wykorzystywane mogą być wszystkie pociski używane przez BM-30 Smiercz, w tym odłamkowe, odłamkowo-burzące, termobaryczne oraz kasetowe. Czas wystrzelenia pełnej salwy wynosi 10 sekund, dając załodze możliwość wycofania się i przeładowania. Zasięg wynosi około 90 km, w zależności od wykorzystywanego typu rakiet. Dostępne są dwa typy kontenerów startowych: fabryczne scalony, gdzie wymieniany jest cały kontener z załadowanymi rakietami oraz typu otwartego, umożliwiający ładowanie oddzielnie każdej z wyrzutni przez pojazd załadowczy w warunkach polowych.
Dostępne są także wyrzutnie z rakietami mniejszego kalibru 220 mm w układzie ośmiu wyrzutni. Według niektórych źródeł system może być wyposażony również w klasyczne wyrzutnie rakiet 122 mm w 15 zasobnikach startowych.

## Warianty
- 9A52-2 – modernizacja BM-30 Smiercz do standardu zbliżonego do systemu Tornado[7].
- 9A52-2T – 9A52-2 wykorzystujący podwozie Tatra 816[7].

## Użycie bojowe
Według ukraińskiej prokuratury wyrzutnie systemu Tornado zostały wykorzystane do przeprowadzania ostrzałów rakietowych Charkowa podczas rosyjskiej inwazji na Ukrainę.

## Użytkownicy
- Rosja: ponad 173

## Galeria

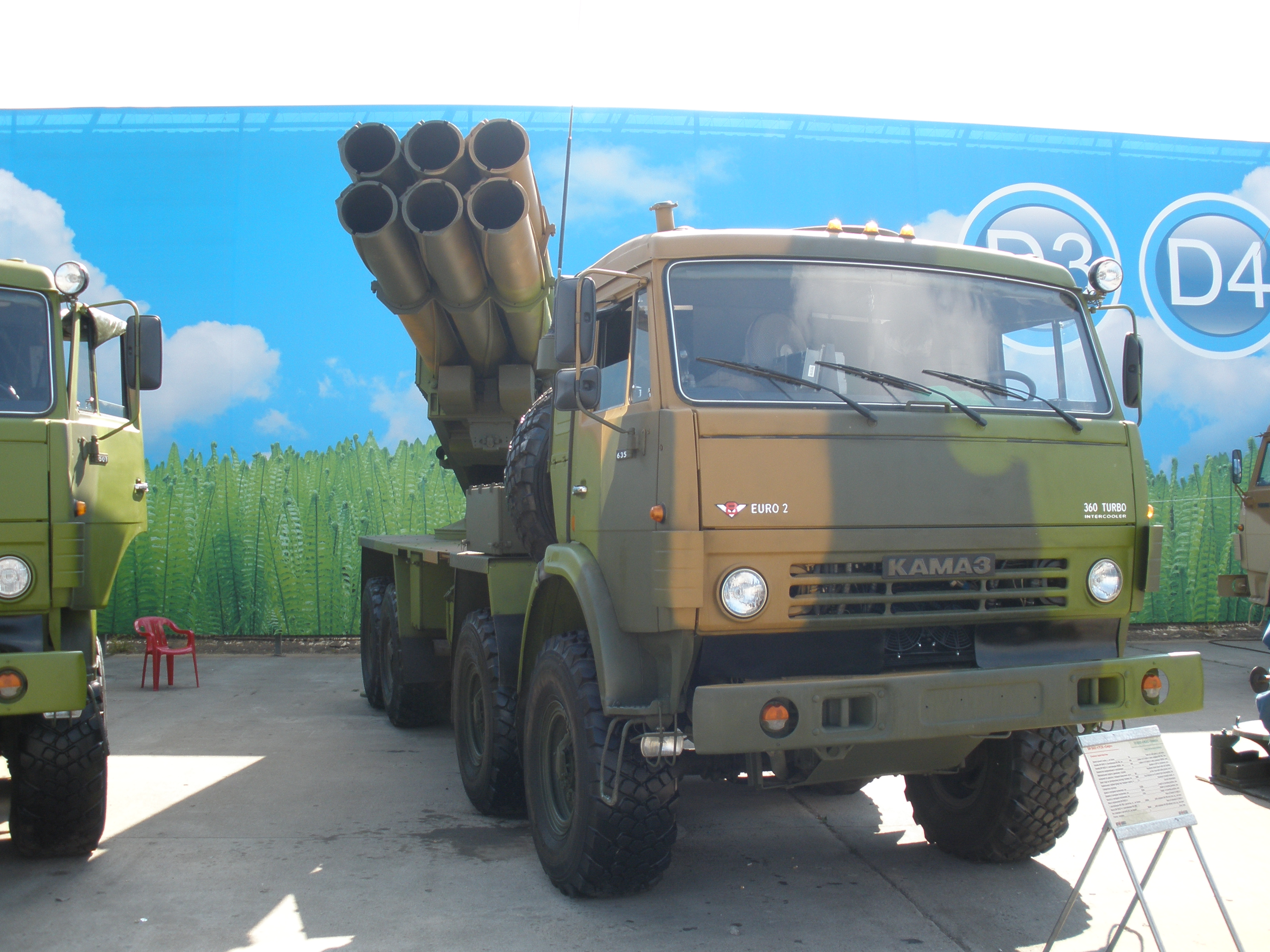
Zbliżenie na front
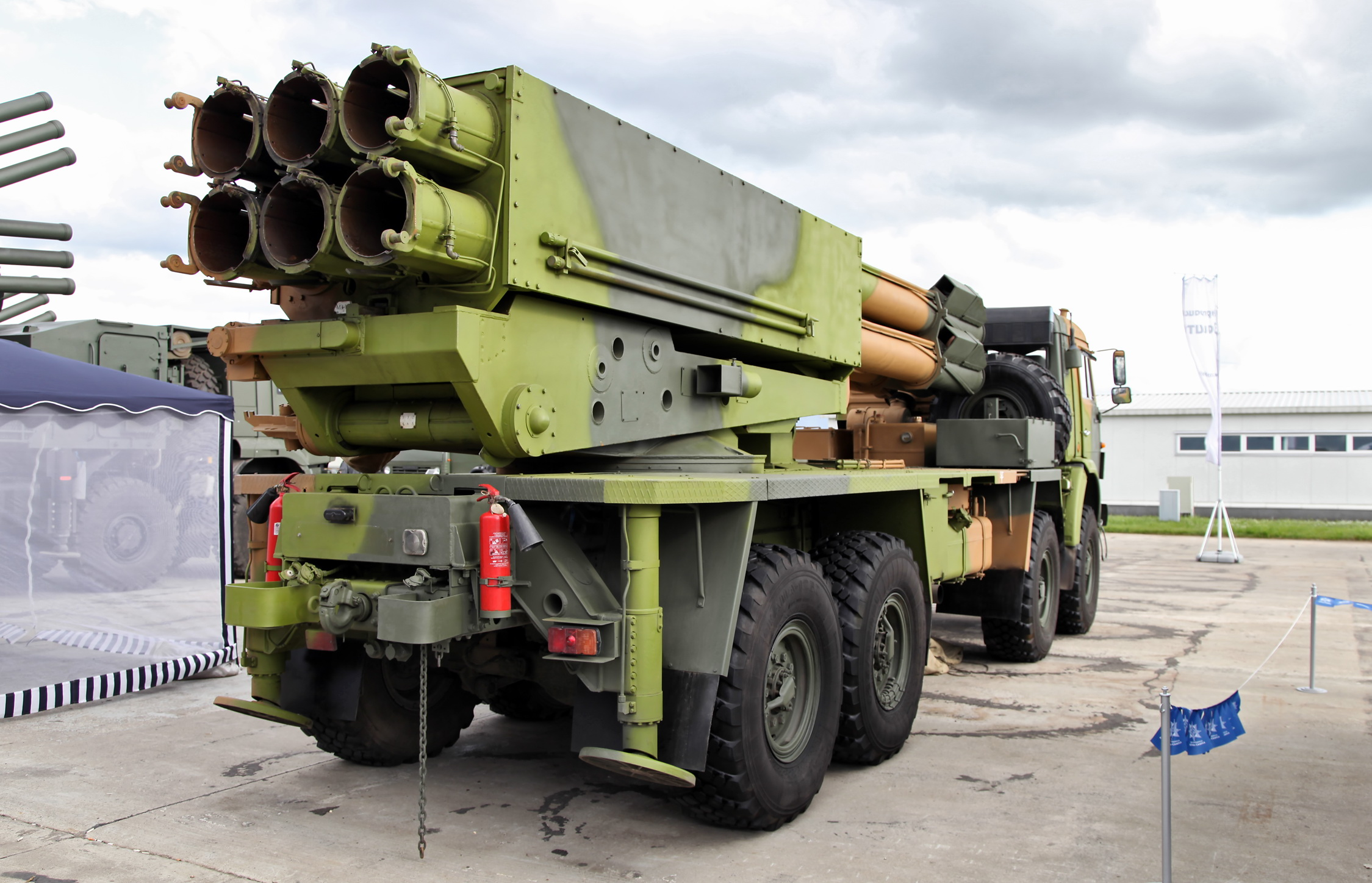
Zbliżenie na tył
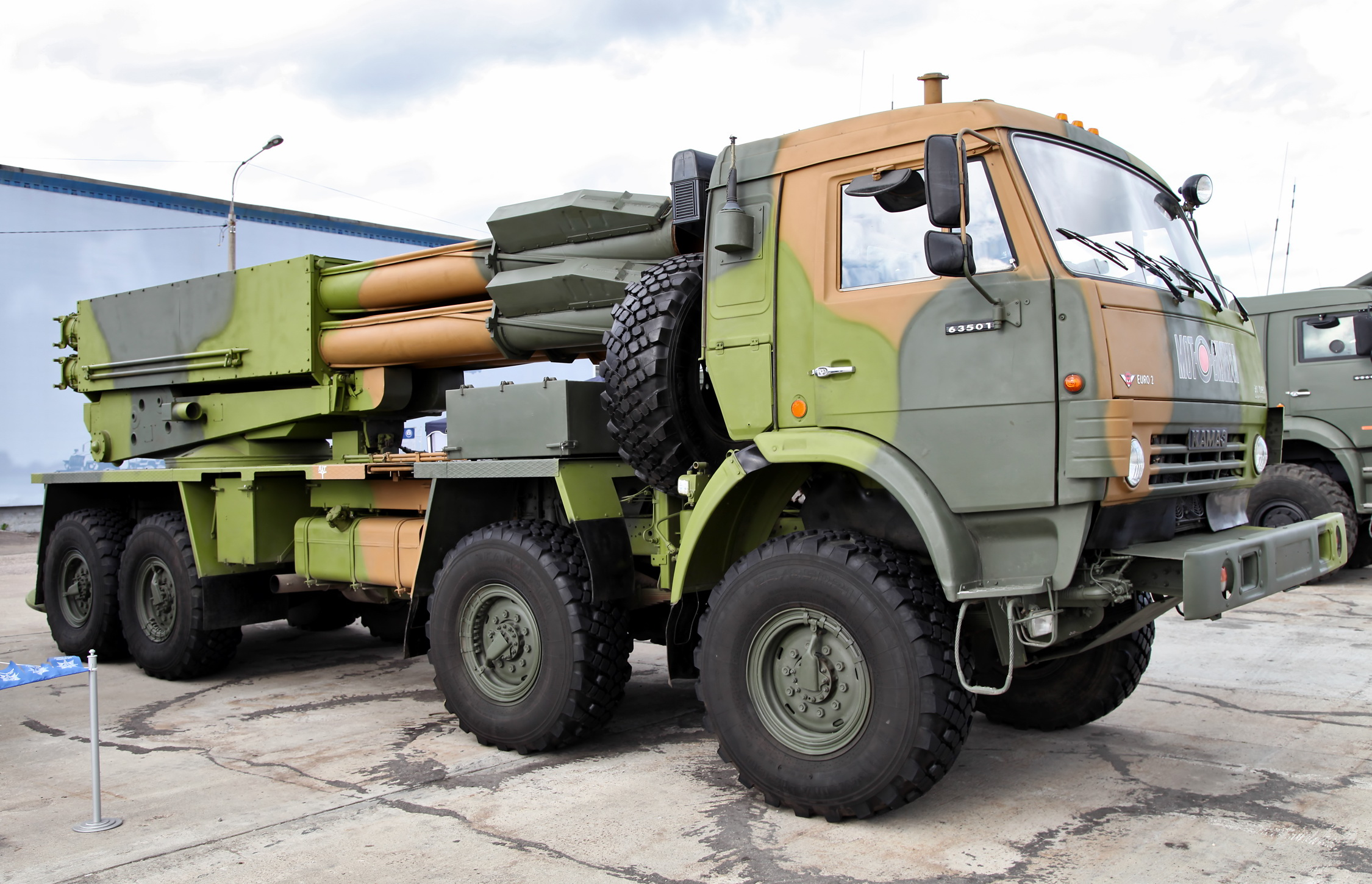
Widok z boku
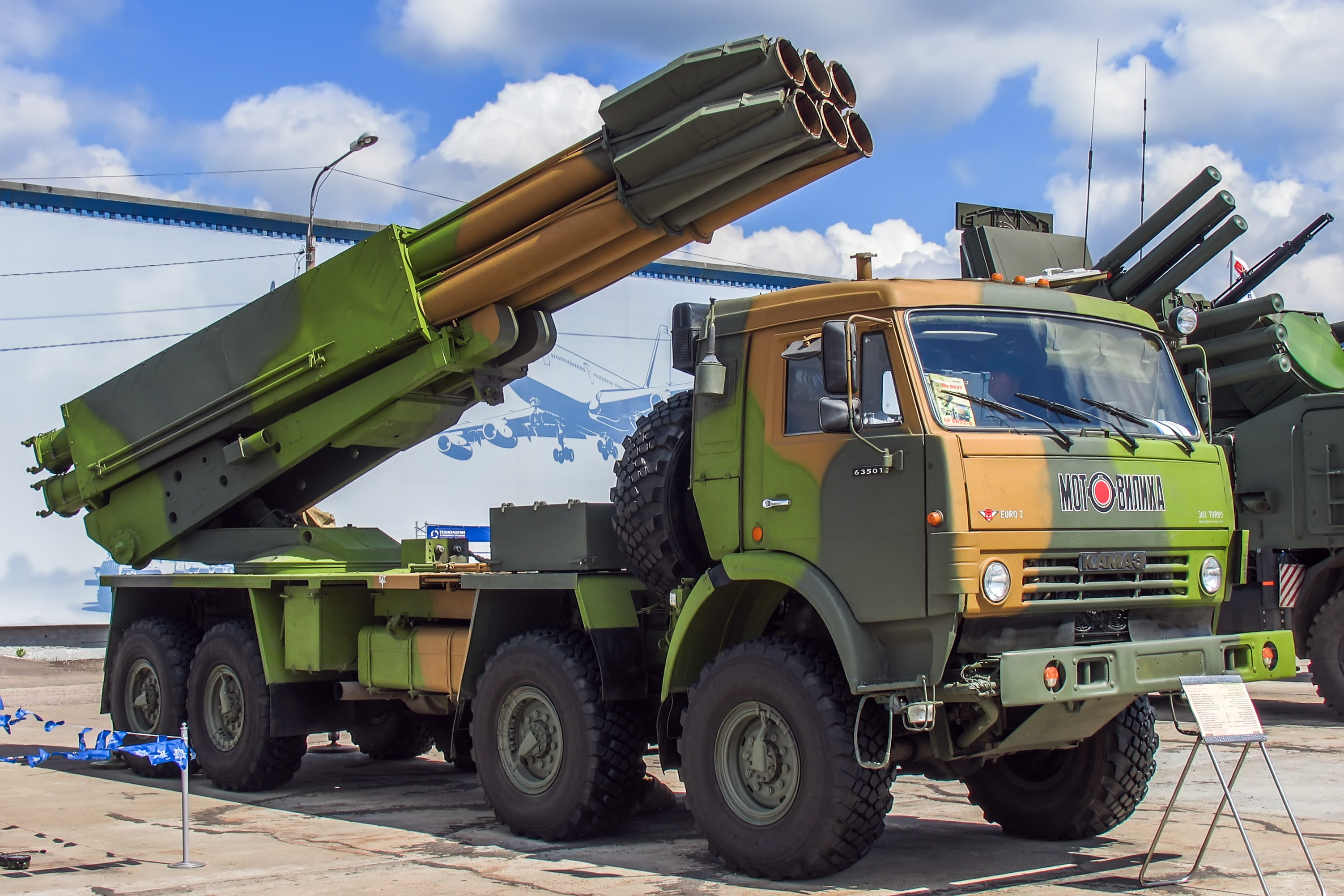
Widok z uniesionymi wyrzutniami